# Le Sire de Fisch Ton Kan

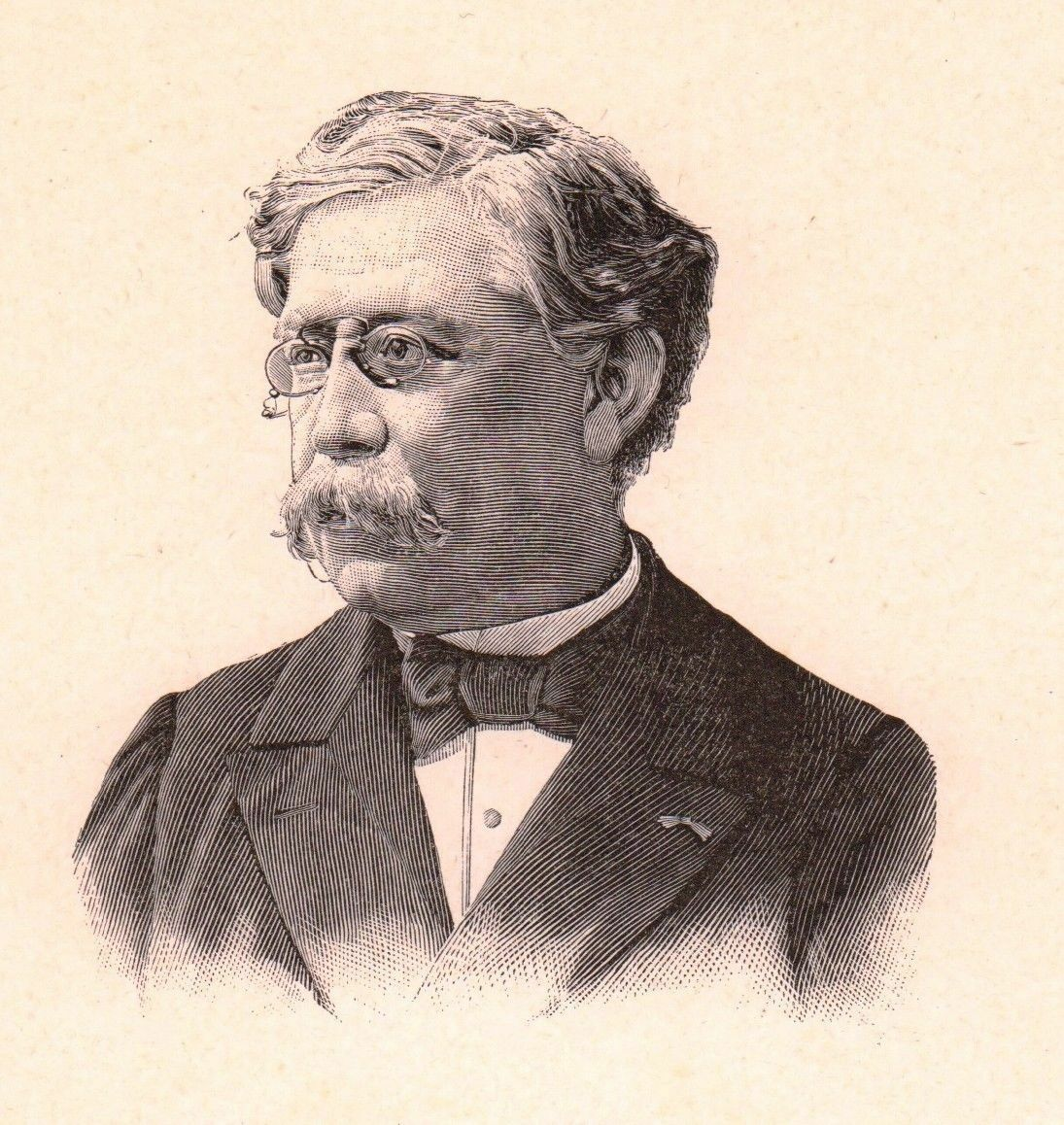
Paul Burani vers 1901.

Le Sire de Fisch Ton Kan est une chanson écrite en 1870 par Paul Burani sur une musique d'Antonin Louis. Elle fut créée par Joseph Arnaud au Théâtre de l'Ambigu et reprise par Jules Perrin au Cirque National.
Ce chant est avant-coureur de la Commune de Paris. Il fustige l’Empereur Napoléon III, qui, avec son état-major de ganaches et de traîne-sabres parfaitement incompétents, mena la France au désastre et à la défaite de Sedan, d’où les nombreux jeux de mots contenus dans cette chanson.
Sous la Commune, cette chanson vengeresse contre l’Empire et ses militaires incapables, chanson de surcroit entrainante, fut reprise par les insurgés parisiens. Elle fit date et on la chante encore aujourd'hui au café-concert et dans les réunions publiques.

## Autres références
Un autre chansonnier écrivit La Mort de Fisch-Ton-Kan sur le même air.
Tout l'monde connaît l'aventure
Du célèbr' Sir de Fisch-Ton-Kan
Fisch-Ton-Kan
Ce chevalier d'triste figure
Qui, sans dentist', perdit ses dents.

## Interprètes
- Joseph Arnaud au Théâtre de l'Ambigu.
- Jules Perrin au Cirque National.
- Gabel du Palais-Royal[2].
- Paul Barré en 1971.
- Francesca Solleville sur le disque La Commune en chantant, Collectif. Disque vinyle double LP 33 Tours - AZ STEC LP 89 – Réédition CD 1988 – Disc AZ

## Source
[réf. à confirmer]
- Claude Duneton, Histoire de la chanson française, Paris, Seuil, 1998.  (ISBN 9782020172851 et 9782020172868)

## Écouter la chanson
Interprétée par Paul Barré, disque 33t, Histoire de France par les chansons, 1974.